# Walschleben
Walschleben è un comune di 1 786 abitanti della Turingia, in Germania.
Appartiene al circondario (Landkreis) di Sömmerda (targa SÖM) ed è parte della comunità amministrativa (Verwaltungsgemeinschaft) di Gera-Aue.

## Geografia fisica
Il territorio comunale è bagnato dal fiume Gera.